# Henicus costulatus
Henicus costulatus är en insektsart som först beskrevs av Brunner von Wattenwyl 1888.  Henicus costulatus ingår i släktet Henicus och familjen Anostostomatidae. Inga underarter finns listade i Catalogue of Life.